# Richard Henkes
Richard Henkes (ur. 26 maja 1900 w Ruppach, zm. 22 lutego 1945 w KL Dachau) – niemiecki duchowny katolicki, pallotyn, błogosławiony Kościoła katolickiego, męczennik.
Pochodził z wielodzietnej rodziny. W wieku 12 lat rozpoczął naukę w szkole zakonu pallotynów. Po święceniach kapłańskich w Limburg an der Lahn pracował w szkołach pallotyńskich w Schonstatt i Alpen.
W 1931 r. podjął pracę na Śląsku w Kietrzu i Ząbkowicach Śląskich. Był proboszczem w Strahowicach (cz. Strahovice) w rejonie Hulczyna. Znany z antynazistowskich wystąpień został aresztowany w 1943 r. i wywieziony do hitlerowskiego obozu koncentracyjnego w Dachau (otrzymuje numer 49642). Zaraz po aresztowaniu 1 lipca 1943 roku napisał do swojej matki list: 
“Do tej pory żyłem radosnymi tajemnicami różańca. Jeśli głosiłem Słowo Boże z ambony lub prowadziłem konferencje w sali, była to aktywność kapłańska pełna radości. A gdy teraz, Ty, Kochana Mamo, odmawiasz często przed krzyżem tajemnice bolesne różańca, pamiętaj o tym, że ja idę tą drogą razem z Odkupicielem i że to nie przynosi wstydu kapłanowi. Czy będzie mi dane przeżywać jeszcze tajemnice chwalebne na ziemi czy w niebie, pozostawiam to decyzji Dobrego Pana Boga. Mamo, dziękuję Ci bardzo za Twoją miłość. Nigdy o Tobie nie zapomnę i będziemy zawsze spotykać się w modlitwie. /…/ W Imię Boże i z serdecznymi pozdrowieniami. Twój, pełen wdzięczności syn Richard”
Zgłosił się do posługi duszpasterskiej w bloku 17, gdzie przebywali chorzy na tyfus. Zaraził się tyfusem plamistym i umarł 22 lutego 1945 r., a jego prochy pochowano po wojnie na cmentarzu pallotynów w Limburgu.

## Beatyfikacja
- 25 maja 2003 r. uroczystość otwarcia procesu beatyfikacyjnego w diecezji Limburg;
- 23 stycznia 2007 przesłanie dokumentów  do Rzymu i  zamknięcieo etapu diecezjalnego;
- 21 grudnia 2018 papież Franciszek ogłasza dekret o męczeństwie;
- 15 września 2019 beatyfikacja w Libmurgu[3].